# Dejan
Dejan je moško osebno ime.

## Izvor imena
Dejan je slovansko ime, ki je k nam prišlo s hrvaškega in srbskega jezikovnega področja.

## Različice imena
- moške različice imena: Dean
- ženske različice imena: Dejana, Deana

## Pogostost imena
Po podatkih Statističnega urada Republike Slovenije je bilo na dan 31. decembra 2007 v Sloveniji število moških oseb z imenom Dejan: 7.943. Med vsemi moškimi imeni pa je ime Dejan po pogostosti uporabe uvrščeno na 30. mesto.

## Znani nosilci
- Dejan Aubreht
- Dejan Babošek
- Dejan Bajt
- Dejan Berden - pianist, skladatelj, aranžer, producent
- Dejan Bizjak
- Dejan Bordjan
- Dejan Bravničar
- Dejan Burnik
- Dejan Cigale
- Dejan Crnek
- Dejan Čelik
- Dejan Čretnik
- Dejan Dinevski
- Dejan Došlo
- Dejan Dragan
- Dean Dubokovič
- Dejan Fabčič
- Dejan Fujs
- Dejan Glavnik
- Dejan Golub
- Dejan Gregorič
- Dejan Habicht
- Dejan Hohler
- Dejan Hozjan
- Dejan Jekovec
- Dejan Jelovac
- Dejan Judež
- Dejan Jontes
- Dejan Kaloh
- Dejan Karba
- Dejan Kastelic
- Dejan Kavčič
- Dejan Kelhar
- Dejan Kiker
- Dejan Kink
- Dejan Knez
- Dejan Koban
- Dejan Kolarič
- Dean Komel
- Dejan Kontrec
- Dejan Koren
- Dejan Kos
- Dejan Košir
- Jernej Dejan Kožar
- Dejan Krajnc - Dejan Dogaja
- Dejan Kralj
- Dejan Križaj
- Dean Krmac
- Dejan Kuserbanj
- Dejan Kušar /Kušar
- Dejan Ladič
- Dejan Ladika
- Dejan Lapanja
- Dejan Lazarević
- Dejan Levanič
- Dejan Medaković, predsednik SANU
- Dejan Mehmedovič
- Dejan Murko
- Dejan Nastić ("DJ Dejan")
- Dejan Nemec
- Dejan Nikolić
- Dejan Obrez
- Dejan Ogrinec
- Dejan Paliska
- Dejan Paravan
- Dejan Pavičevič
- Dejan Pečenko
- Dejan Pehar
- Dejan Perić
- Dejan Peršolja
- Dejan Pevčevič
- Dejan Pfeifer
- Dejan Pirtovšek
- Dejan Podgorelec
- Dejan Praprotnik
- Dejan Prešiček
- Dejan Primorac
- Dejan Pušenjak
- Dejan Prša
- Dejan Radičevič
- Dejan Raj
- Dean Rajčić
- Dejan Rat
- Dejan Rebernik
- Dejan Rifelj
- Dejan Ristić - Rile
- Dejan Robnik
- Dejan Rojko
- Dejan Rumpf
- Dejan Rusič
- Dejan Ružak
- Dejan Sarič
- Dejan Savić
- Dejan Sitar
- Dejan Slak
- Dejan Sluga
- Dejan Spasić
- Dejan Srhoj
- Dejan Starič
- Dejan Steinbuch
- Dejan Stevanovič
- Dejan Šernek
- Dejan Šinko
- Dejan Širaj
- Dejan Škorjanc
- Dejan Šmigoc
- Dejan Štemberger
- Dejan Tamše
- Dejan Testen
- Dejan Tonejc
- Dejan Trajkovski
- Dejan Turk
- Dejan Učakar
- Dejan Udovič
- Dejan Uršič
- Dejan Valentinčič
- Dejan Valh
- Dejan Velikanje
- Dejan Velušček
- Dejan Verčič
- Dejan Veršovnik
- Dejan Vidic Nikolaidis
- Dejan Vidovič
- Dejan Vinčič
- Dejan Vodovnik
- Dejan Vončina
- Dejan Vozlič
- Dejan Vračič
- Dejan Vrbančič
- Dejan Vunjak
- Dejan Zadravec
- Dejan Zatler
- Dejan Zavec
- Dejan Zorman
- Dejan Zupan
- Dejan Žemva
- Dejan Židan
- Dejan Žigon
- Dejan Žlajpah
- Dejan Žnideršič
- Dejan Žura